# ナコーンラーチャシーマー・ラーチャパット大学

## 大学のシンボル

### 学章
このマークは、プミポン国王陛下の紋章であるアッティット玉座の紋章と円を組み合わせて考案された。玉座の中には９のタイ数字が書かれた内円が置かれ、更に内円の周りには四方八方へと伸びる光線が描かれている。更に外円の内側上部にはアッティット玉座の上部に据え付けられている七段の白傘蓋が描かれている。この構図は戴冠式の際に国王陛下がアッティット玉座にお座りになり、八方から国会議員が清めの水を捧げたことを示しており、国王全土を統べる国王の権威を表している。外円は上部にタイ語で「มหาวิทยาลัยราชภัฏนครราชสีมา」、下部に英語で「NAKHON RATCHASIMA RAJABHAT UNIVERSITY」という大学の名前が書かれている。
学章の色の意味
- 青 ( ███ )ラーチャパット大学という名を下さったプミポン国王陛下を示している。
- 緑 ( ███ ）ラーチャパット大学機構に所属する４１大学が位置している場所の美しい自然環境を示している。
- 金 ( ███ ラーチャパット大学機構４１大学における知性の豊かさを示している。
- オレンジ ( ███ )ラーチャパット大学機構４１大学が位置する地域の芸術と文化を示している。
- 白 ( ███ )プミポン国王陛下のような思想家のもつ清廉な思想を示している。

### 色校
| \T\t\t\t\t\t | \T\t\t\t\t\t |

## 学部

### 学部
- 教育学部
- 科学技術学部
- 経営管理学部
- 人文社会学部
- 産業技術学部
- 公衆衛生学部
- 大学院

- 学長事務局
- 学術サービスと情報技術センター(図書館)
- ラーチャパット大学・芸術と文化センター
- 学生登録と学術の振興事務所
- 研究と開発センター
- コンピューターセンター
- 珪化木研究所

- 科学と応用科学センター
- 言語センター
- 地域保健センター
- 教師教育開発センター
- 開発するための地域情報センター

- 内部監査部
- ラーチャパット大学のデモンストレーションスクール
- コーオプ教育プログラム
- 技術クリニック
- 学生団体